# Mitsui E&S Holdings
Mitsui E&S Holdings (三井造船 (Tam Tỉnh Tạo Thuyền) Mitsuizōsen) (TYO: 7003 ) là một công ty Nhật Bản, được niêm yết trên Nikkei 225. Mitsui E&S là một công ty thuộc Tập đoàn Mitsui.
Được thành lập vào năm 1917 với tên gọi Bộ phận đóng tàu của Mitsui Bussan với nhà máy đầu tiên đặt tại Tamano. Năm 1937, các xưởng đóng tàu trở thành một thực thể riêng biệt của Mitsui, là Nhà máy đóng tàu Tama.
Công ty đổi tên thành Mitsui Shipbuilding & Engineering Co., Ltd vào năm 1942 và cuối cùng là tên hiện tại vào năm 1973.

## Cơ sở
- Nhà máy đóng tàu Tamano
- Nhà máy đóng tàu Chiba
- Nhà máy Oita
- Xưởng tàu Yura (MES Yura Inc)
- Nhà máy đóng tàu Niigata - mua lại từ Niigata Engineering Co. Ltd và đổi tên thành Niigata Shipbuilding & Repair, Inc. năm 2003.

## Tàu do Mitsui đóng
Cùng với lớp hộ vệ hạm Abukuma, Mitsui đã kí hợp đồng đóng các tàu hộ vệ lớp Abukuma cho Lực lượng Phòng vệ Biển Nhật Bản. Chúng được đóng từ năm 1988 đến năm 1991.
- 2 tàu đổ bộ xe tăng lớp Ōsumi - tàu 4001 và 4002.
- 1 chi viện hạm lớp Hiuchi - JS Hiuchi (AMS-4301).
- Mitsui hệ 56 là một loại tàu chở hàng rời phổ biến; Tính đến tháng 1 năm 2013, Mitsui đã chế tạo 151 chiếc trong số đó.[4]
- 1 tàu quét mìn lớp W-7 (Dai Nana)[5]
- 2 tàu hộ vệ bờ biển lớp Shimushu - Shimushu và Ishigaki
- 2 tàu hộ vệ bờ biển lớp Etorofu - Matsuwa, Iki, Wakamiya, và Manju